# 白斑尖鼻魨
白斑尖鼻魨（学名：Canthigaster janthinoptera），又名圓斑扁背魨、白紋河魨、尖嘴規、規仔，为輻鰭魚綱魨形目四齒魨亞目四齒魨科扁背魨屬下的一个种，為熱帶海水魚，分布於印度太平洋區，從東非、南非川斯凱至馬克薩斯群島，北起日本南部，南迄豪勳爵島海域，棲息深度1-30公尺，體長可達9公分，棲息在有遮蔽的珊瑚礁或潟湖，單獨或成對活動，以海綿、藻類、多毛類等為食，可作為觀賞魚。